# Günter Krajewski
Günter Krajewski (2 febbraio 1971) è uno schermidore tedesco.

## Biografia
Nei campionati europei di scherma ha conquistato una medaglia d'argento a Lisbona nel 1992, nella gara di spada individuale.

## Palmarès
In carriera ha conseguito i seguenti risultati:
- Europei di scherma

Lisbona 1992: argento nella spada individuale.